# Vincent Gédéon Henry de Cheusses
Vincent Gédéon Henry de Cheusses (né à La Rochelle vers 1664, baptisé le 13 août 1666, et mort à Celle le 3 novembre 1754), est un général français au service du Danemark.

## Biographie
D'une famille huguenote, Vincent Gédéon Henry de Cheusses est le fils de Jacques Henri de Cheusse, dernier seigneur de Rochefort, et de Renée de Lauzéré. Enfant, il suit sa mère au Danemark sous Christian V.
Son cousin germain, Frédéric-Henri Suzannet de La Forest, y a établi un régiment de cavalerie au service danois en 1683, et par cela Henry de Cheusse, 18 ans, a été nommé rittmeister. Dès 1685, le régiment est dissous ; de Cheusses devient d'abord «chef» à Drabantgarden et encore la même année chambellan de la reine Charlotte Amalie, patronne des réformés, dont il gagne en grande partie les faveurs. En 1689, il est promu lieutenant-colonel et en 1690-92, il sert en tant que tel dans le régiment de cavalerie danoise de Jens Maltesen Sehested (da) en Irlande.
Lors de la marche de retour des troupes auxiliaires de Flandre en 1698, il obtient le statut de colonel, négociant avec les gouvernements dont le territoire doit être passé. Frederik IV, qui partage la prédilection de sa mère pour Henry de Cheusses, l'engage peu après son avènement au trône comme véritable lieutenant-colonel des Gardes du corps à cheval (da), et il joue désormais un certain rôle à la cour. En 1706, il devint brigadier, et lorsque le roi, après la mort de Niels Krabbe (da) en 1708, se déclare colonel du Hestgarden, de Cheusses reçut le commandement proprement dit. Déjà l'année suivante, cependant, il démissionne en tant que général-major et commandant du 3e régiment de cavalerie du Jutland au corps auxiliaire en Flandre, où il, entre autres, a le commandement indépendant au siège de Mons. En 1711, il devient lieutenant-général, et en 1712 chevalier de l'ordre de Dannebrog.
Cependant, la bienveillance qu'avait eue pour lui le roi passa, et lorsque son régiment est l'un de ceux qui sont appelés au printemps 1713, il reçoit l'ordre de se tenir sous le commandement d'un ancien subordonné, Franz Joachim von Dewitz (da), et offensé par cela, de Cheusses démissionne.
En décembre 1700, à Deventer, il épouse Henriette Lucrèce van Aerssen van Sommelsdijk, fille du gouverneur du Suriname Cornelis van Aerssen van Sommelsdijck (1637-1688) et petite-fille d'Alexandre du Puy-Montbrun. Il est le père de Frédéric de Cheusses, de Carel Emilius Henry de Cheusses et de Jacob Alexander Henry de Cheusses.
Il meurt à Celle, le 3 novembre 1754, dans sa 90e année.

## Sources
- (da) Cet article est partiellement ou en totalité issu de l’article de Wikipédia en danois intitulé « Jacob Alexander Henry de Cheusses » (voir la liste des auteurs).
- H.W. Harbou, "Henry de Cheuses", i: C.F. Bricka (red.), Dansk biografisk leksikon, København: Gyldendal 1887-1905.
- Andreas Flick, Vincent Gédéon Henry de Cheusses und seine Familie, HUGENOTTEN 2/2016